# Arnold von Winkelried

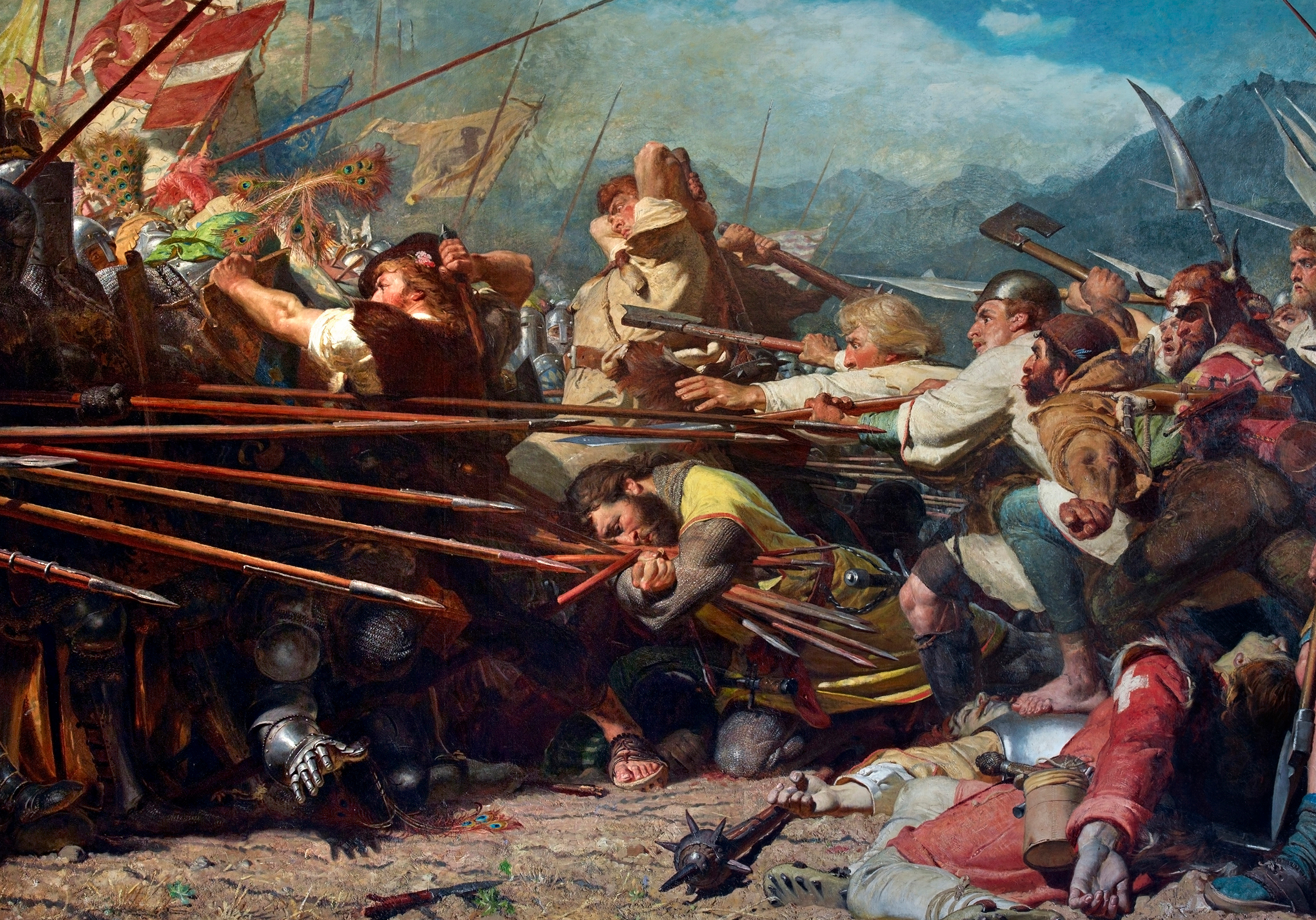
Winkelried à Sempach, de Konrad Grob (1828 - 1904)

Arnold von Winkelried ou Arnold de Winkelried est un héros légendaire de l'histoire de la Suisse qui permit aux Confédérés de remporter la victoire sur les troupes du duc Léopold III de Habsbourg lors de la bataille de Sempach en 1386.
D'après la légende, les Suisses n'arrivaient pas à percer les lignes des fantassins ennemis. Winkelried, originaire du canton d'Unterwald, se serait alors projeté sur les lances pour ouvrir une brèche après avoir demandé à ses camarades de veiller sur sa femme et ses enfants. En tombant, son corps aurait emporté les armes des piquiers habsbourgeois. Les Suisses se seraient alors introduits dans les lignes ennemies.

## Origine de la légende

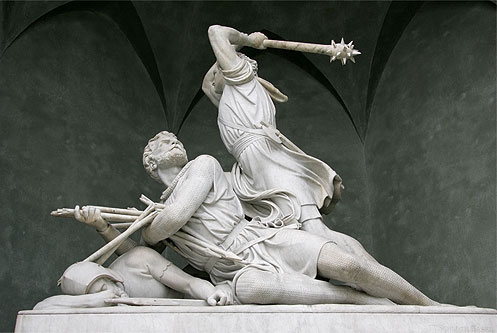
Statue de Winkelried à Stans, canton de Nidwald

Il est peu probable qu'un seul sacrifice fut suffisant pour déstabiliser des troupes aguerries en formation serrée. Le premier rapport écrit et détaillé au sujet de cet évènement date de 1538, mais quelques allusions furent émises durant les années 1520.
Le nom d'Arnold Winkelried est lié à cet épisode uniquement dans les Chroniques de Tschudi. On y évoque un « homme d'Unterwald, de la famille des Winkelried » et dans sa version finale de 1564, d'un « homme d'Unterwald, Arnold von Winkelried de son nom, un soldat courageux ».
Des rapports antérieurs et détaillés au sujet de la bataille de Sempach ne mentionnent pas cet acte d'héroïsme et encore moins le nom de Winkelried. La généalogie des Winkelried fut soigneusement étudiée par Hermann von Liebenau qui publia un premier rapport en 1854, suivi du livre « Arnold von Winkelried, seine Zeit und seine That » (imprimé à Aarau en 1862).
Les premières mentions de la famille Winkelried remontent à 1250, la présence du préfixe Von a toutefois varié entre le XIIIe et le XIVe siècle.
Un « Erni Winkelried » ou « Arnold Winkelried » semble bel et bien avoir existé mais il ne serait pas mort à Sempach. Les historiens ont trouvé des traces d'une plainte qu'il avait déposée auprès des instances judiciaires de Stans le 29 septembre 1389. Lui ou un autre homme de la famille avait été mentionné dans un contrat de vente du 1er mai 1367. Plus tard, en 1417, il eut la charge de Landamman d'Unterwald sous le nom d'Arnold Winkelried.
Certains historiens supposent que la légende décrite dans les Chroniques de Tschudi est inspirée du capitaine Arnold Winkelried, mort lors de la bataille de la Bicoque le 27 avril 1522. L'événement coïncide avec les premières allusions à ce personnage historique. Diebold Schilling le Vieux ne mentionne pas dans ses chroniques (consacrées en partie aux batailles menées par les Confédérés) un quelconque héros durant les affrontements de Sempach. Un dessin montre toutefois un soldat transpercé par des lances et s'écroulant devant les lignes. Dans une autre chronique de 1511 que l'on doit à Diebold Schilling le Jeune, un dessin similaire montre une telle scène, mais le soldat en question porte les couleurs du canton de Lucerne. Aucune mention dans le texte ne permet de lier l'image à la légende de Winkelried.

## L'authenticité de Winkelried
Si Louis Suter et Gaston Castella laissent la question de l'épisode de Winkelried ouverte (« Cet exploit n'est peut-être pas impossible ; mais il n'est pas attesté par des sources contemporaines et n'apparaît que plus de trente ans après la bataille »), Emil Frey, dans son ouvrage Le Suisse sous les drapeaux soutient la thèse inverse, soit la haute vraisemblance de la manœuvre d'un Winkelried au cours de la bataille de Sempach. Il justifie son point de vue d'une part sur la nécessité militaire d'un événement dramatique au cours de la bataille ayant permis en un instant de retourner une victoire autrichienne quasi acquise en défaite qui s'explique difficilement par une manœuvre autre que celle attribuée à Winkelried. D'autre part, il invoque le contenu d'un chant populaire, le Sempacherlied ou Halbsuterlied, apparu aussitôt après la bataille de Sempach et relatant au cours de quatre strophes, le Winkelriedlied, l'épisode en question.
L'intérêt de cette chanson proviendrait du fait qu'un autre épisode des évènements entourant la bataille de Sempach, l'épisode de Willisau, y est relaté alors que les chroniques approximatives écrites des décennies plus tard et rapportant les événements de Sempach en omettant partiellement ou totalement l'épisode de Winkelried, omettent également l'épisode de Willisau. Or, au milieu du XIXe siècle, l'épisode de Willisau relaté dans cette chanson a été confirmé par une découverte au sein des archives officielles de la ville de Neuchâtel. Ceci conduit E. Frey à penser qu'il conviendrait d'accorder une importance toute particulière au contenu du Sempacherlied dont l'exactitude de certains passages a pu être corroborée par les archives officielles et constituerait ainsi une forme de transmission des événements de la bataille de Sempach par tradition orale chantée (d'une qualité supérieure aux chroniques bien postérieures) et consacrant les faits d'armes, au cours de la bataille de Sempach, d'Arnold de Winkelried.
Les études contemporaines de la bataille de Sempach ne manquent pas, tant du côté autrichien que chez les Confédérés.  Les premières indiquent, parmi les causes de la déroute de Léopold III d'Autriche, le désordre dans lequel se trouvèrent les chevaliers après avoir mis pied à terre — ce qui n'avait rien d'anormal, les chevaux étaient devenus vulnérables aux armes de trait et leurs cavaliers préféraient souvent combattre à pied —, les lourdes armures, la chaleur, la lâcheté, voire la trahison, d'une partie de l'armée du duc.
Elles mettent en évidence le courage de Léopold III. Aucune ne mentionne Winkelried, pas plus que les premières chroniques helvétiques, ou celle de Justinger en 1420.
C'est la Chronique de la ville de Zurich, de 1476 (les partisans de Winkelried prétendirent qu'elle était la copie d'une chronique de 1438), qui cite pour la première fois l'exploit d'un Confédéré qui tient sa brassée de lances contre sa poitrine.
Dans un Chant de guerre écrit en 1532, mais qui a dû être composé à la fin du XVe siècle, il est question d'un Winkelried (la famille, elle, est attestée).
Le prénom apparaît lui, bien plus tard, dans la seconde moitié du XVIe siècle sous la forme Erni, puis plus solennellement, Arnold, que lui donne Gilg Tschudi.

## Culte du héros
Fondée en 1762, la Société helvétique commémore la bataille de Sempach et présente les héros tel Winkelried comme une figure historique, un combattant des droits de l'homme représentant les vertus républicaines et inspirant l'amour de la patrie. L'image de Winkelried est utilisée pour motiver les troupes défendant la frontière à Bâle en 1792 et, en 1798 durant la République helvétique, il est le symbole de la résistance à Nidwald contre l'occupation française. Tout comme Guillaume Tell, Winkelried est devenu une figure emblématique au XIXe siècle et a été source d'inspiration artistique (peinture, sculpture, chants). Plus tard, lors de la deuxième guerre mondiale, Winkelried symbolisait la résistance.

### Monuments
On peut voir à Stans une sculpture en marbre de Carrare de Ferdinand Schlöth datant de 1865. Elle résulte d'un concours organisé à l'époque et représente Winkelried au sol avec un autre corps tombé au combat et un soldat assénant un coup de massue à travers la brèche formée par le héros.

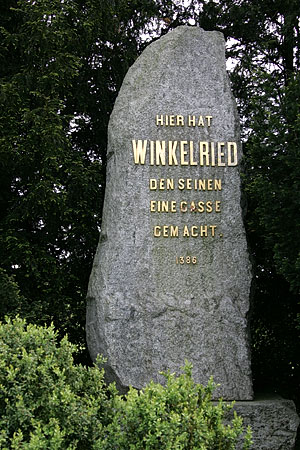
Stèle à Sempach

À Sempach, un monument en granit a été érigé à l'endroit où Winkelried serait tombé, non loin de la chapelle bâtie pour commémorer les soldats tombés sur le champ de bataille. On peut y lire : Hier hat WINKELRIED den Seinen eine Gasse gemacht - 1386, une citation que l'on peut traduire par « Ici Winkelried a ouvert la voie aux siens - 1386 ». La stèle fait allusion à la phrase qui aurait été prononcée par le héros avant son assaut : Ich will euch eine Gasse bahnen, sorget für mein Weib und meine Kinder ! (« Je veux vous ouvrir une voie, prenez soin de ma femme et de mes enfants ! »).
Winkelried et la bataille de Sempach figurent dans l'ensemble peint consacré aux "Origines de la Confédération", par Charles L'Eplattenier au château de Colombier, une œuvre réalisée de 1934 à 1946.

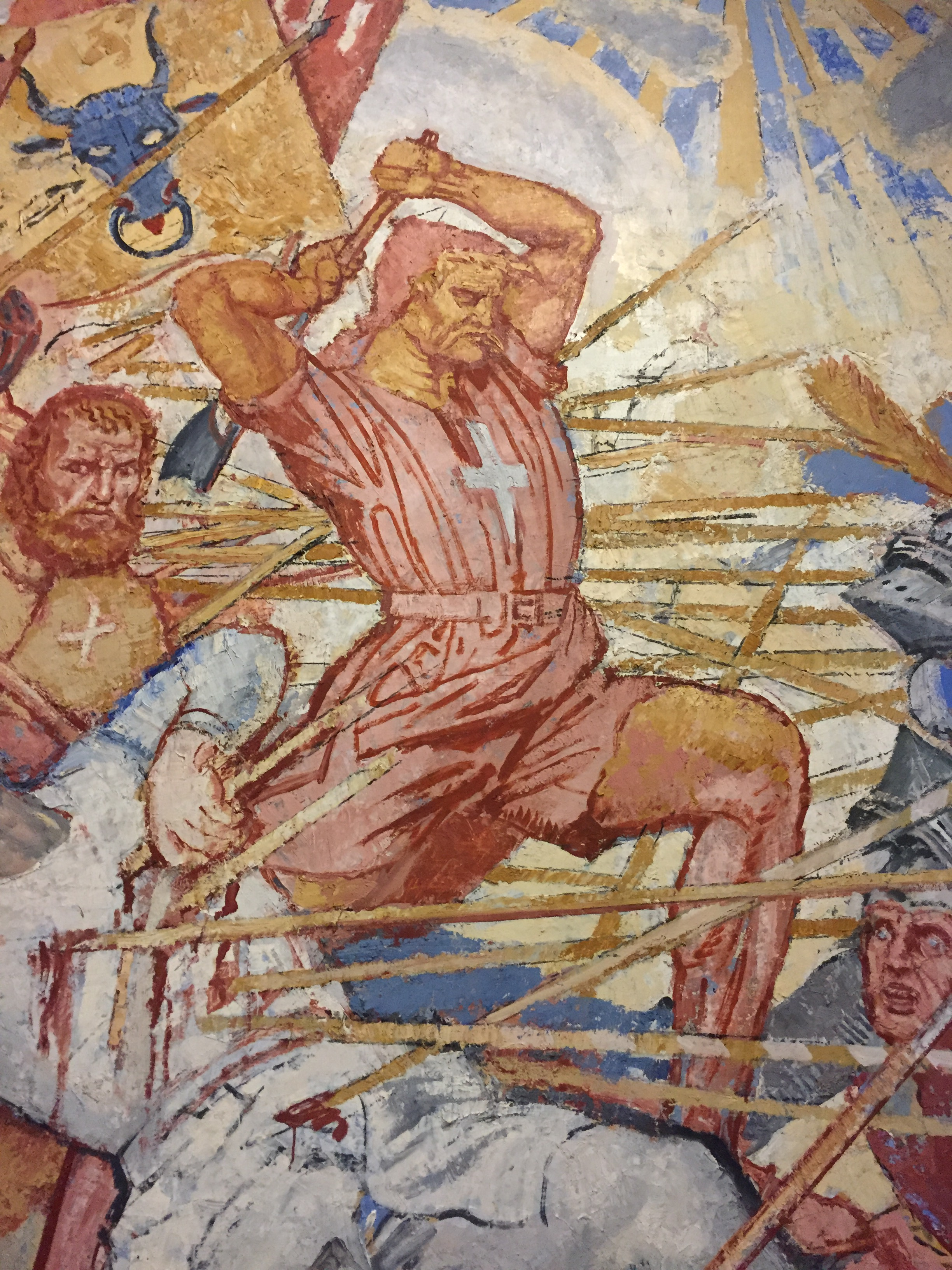
Château de Colombier, détail de la peinture murale de Charles L'Eplattenier (1934-46)

### Musique
Le deuxième album Cry of the Lost du groupe de Folk metal Morgarten est librement inspiré par l'histoire de Winkelried.